# HeavyLift Cargo Airlines
HeavyLift Cargo Airlines war eine australische Frachtfluggesellschaft mit Geschäftssitz in Sydney und Basis auf dem Flughafen Brisbane.

## Geschichte
Die HeavyLift Cargo Airlines Pty Ltd. wurde am 21. Oktober 2002 als Tochterunternehmen der HeavyLift Cargo Group gegründet, um internationale Frachtcharterflüge von Brisbane nach Papua-Neuguinea, den Salomonen und Vanuatu durchzuführen. Die Aufnahme des Flugbetriebs erfolgte Anfang 2004 mit einer Boeing 727-100 und einer Short Belfast, die zu dieser Zeit noch auf die in Sierra Leone ansässigen Schwestergesellschaft HeavyLift Cargo Sierra Leone registriert waren. Beide Flugzeuge erhielten im Anschluss, wie nahezu alle weiteren von der australischen HeavyLift Cargo Airlines betriebenen Maschinen, philippinische Luftfahrzeugkennzeichen.
Das Unternehmen erwarb im Jahr 2008 die australische Fluggesellschaft OzJet, die es nur ein Jahr später an Strategic Airlines weiterverkaufte. Im August 2012 entzog das australische Transportministerium der HeavyLift Cargo Airlines die Genehmigung für internationale Frachtflüge nach Papua-Neuguinea. Die Gesellschaft führte anschließend überwiegend Frachtcharterdienste zu den Salomonen durch, wobei sie auf dem Rückflug hauptsächlich Thunfisch transportierte.
Das Unternehmen wurde am 21. März 2014 aufgelöst.

## Flotte
Folgende Flugzeugtypen wurden von der Gesellschaft betrieben und/oder waren auf diese registriert:
- Boeing 727-100(F) und 727-200(F)
- Boeing 737-400
- Canadair CL-44 Guppy (registriert, aber nicht betrieben)
- Douglas DC-8-72CF und DC-8-73CF
- Short Belfast